# Port lotniczy Constanza
Port lotniczy Constanza (IATA: COZ, ICAO: MDCZ) – port lotniczy położony w miejscowości Constanza w Dominikanie.